# ヴァルダスティコ
ヴァルダスティコ（伊: Valdastico）は、イタリア共和国ヴェネト州ヴィチェンツァ県にある、人口約1,200人の基礎自治体（コムーネ）。

## 地理

### 位置・広がり

#### 隣接コムーネ
隣接するコムーネは以下の通り。括弧内のTNはトレント自治県（トレンティーノ＝アルト・アディジェ州）所属を示す。
- アルシエーロ
- コゴッロ・デル・チェンジョ
- ラステバッセ
- ルゼルナ (TN)
- ペデモンテ
- ロアーナ
- ロトツォ
- トネッツァ・デル・チモーネ

### 気候分類・地震分類
気候分類では、zona E, 2906 GGに分類される。
また、イタリアの地震リスク階級 (it) では、zona 3 (sismicità bassa) に分類される。

## 行政

### 分離集落
ヴァルダスティコには、以下の分離集落（フラツィオーネ）がある。
- Forni, Pedescala, San Pietro (sede comunale)

## 姉妹都市
- Encantado、ブラジル